# Sidol
Sidol – wieś w Słowenii, w gminie Kamnik. W 2018 roku liczyła 67 mieszkańców.